# Ministeriella mål
Ministeriella mål kallades i Sverige mellan 1809 och 1909 ärenden, som angick rikets förhållande till utrikes makter utom fråga om krig och fred, för vars behandling 1809 års regeringsform § 13 innehöll särskilda bestämmelser (se Statsrådet). 

## Förklaring
Uttryckligt angavs i R. F. §§ 12 och 32 som ministeriella mål frågor om "afhandlingar och förbund med främmande makter" och utnämning av diplomatiska sändebud. För de ministeriella målens beredande gällde ej föreskriften i R. F. § 10 om upplysningars inhämtande från ämbetsverken, utan de kunde (§ 11) beredas på sätt konungen fann lämpligast och skulle inte likt vanliga regeringsärenden föredragas och avgöras i vanligt statsråd, utan i den s. k. ministeriella konseljen, bestående blott av utrikesministern (ordinarie föredragande) och ett annat statsråd (före 1840 helst hovkanslern), men 1885 ändrades detta därhän, att utrikesministern skulle bereda de ministeriella målen och att konseljen om dessa skulle utom föredraganden (helst utrikesministern) bestå av två statsråd, av vilka statsministern, om han ej själv var utrikesminister, skulle vara det ena - alltid när förbundsfrågor behandlades (då också utrikesministern måste närvara) och annars, när han var oförhindrad (§§ 11 och 12). 
Sedan Sverige och Norge genom unionen 1814 blivit en enhet i förhållande till främmande makter och då Norges grundlag (§ 28) ej innehöll något annat om de "norske diplomatiske säger" än att de var undantagna från behandling i samlat statsråd och Riksakten av 1815 (§ 7) tydligen för dem förutsatte svensk föredragande, kom de svenska ministeriella målen att även omfatta norska sådana ("diplomatiske säger"). 
Som emellertid Norges intressen även ansågs kunna kräva bevakning vid deras avgörande, medgavs genom en k. resolution i ministeriell konselj 1835 åt norska statsministern eller annan norsk statsrådsledamot rätt att närvara i den ministeriella konseljen. Med unionsupplösningen 1905 upphörde naturligtvis detta förhållande. 
1909 avskaffades genom förändringar i R. F:s §§ 7, 11, 12 och 32 de ministeriella målen som ett särskilt slags regeringsärenden och därmed även den ministeriella konseljen; de avgjordes därefter i vanligt statsråd och erhålla samma beredning som andra där förekommande ärenden. Föredraganden är såsom förut utrikesministern, och genom nuvarande lydelsen av § 11 är honom förbehållet att utan avseende på ärendets beskaffenhet göra alla meddelanden angående rikets förhållande till främmande makter till dessa eller till konungens sändebud i utlandet. 
Så länge de ministeriella målen behandlades i den ministeriella konseljen, fick protokoll rörande dem för den i § 105 föreskrivna granskningen i konstitutionsutskottet infordras endast i det, som rörde allmänt kända och av utskottet uppgivna händelser. Då de överflyttades till det samlade statsrådet, vars protokoll var fullständigt underkastade konstitutionsutskottets granskning,
föreskrevs 1909 i § 9, att "där rikets säkerhet eller eljest synnerligen viktiga skäl kräva hemlighållandet av mål, som angår rikets förhållande till främmande makt, skall över målet föras särskilt protokoll" och stadgades i § 105 samma inskränkning med avseende på sådana protokolls infordrande, som förut gällt om alla protokoll rörande ministeriella mål.